# Crolles
Crolles es una comuna francesa situada en el departamento de Isère, de la región de Auvernia-Ródano-Alpes.

## Geografía
Su territorio es principalmente urbano pero se quedan importantes zonas rurales dispersas. Crolles se presenta como la principal aglomeración del valle del Grésivaudan, cuenca excavada por la erosión glaciar y donde circula el río Isère. Este valle se encuentra entre el macizo calizo de la Chartreuse y la cordillera granítica de Belledonne.

## Historia
Históricamente, el corazón del antiguo pueblo fue construido a los pies de las laderas de la Chartreuse porque en esta parte del valle, el abastecimiento en agua era posible y los materiales de construcción estaban cercanos. Desde las primeras instalaciones humanas, la pequeña ciudad se presentaba como un espacio propicio a la agricultura y a la creación de grandes vías de comunicación.
Entre 1795 y 1800 esta comuna segregó parte de sus terrenos para la creación de la comuna de Saint-Pancrasse.
Durante los últimos dos siglos, las zonas de construcciones tanto residenciales como industriales se han extendido en el valle gracias a su desecación.

## Demografía
| Gráfica de evolución demográfica de Crolles entre 1800 y 2022 |
|                                                               |

Los datos demográficos contemplados en este gráfico se han cogido de la página francesa EHESS/Cassini.

## Economía
Hasta la Revolución Industrial, la economía de la comuna era basada sobre la agricultura, la industria maderera y la ganadería pero hoy, la pequeña ciudad presente un importante potencial industrial y comercial. Los principales sectores empresariales son la electrónica, la informática, las telecomunicaciones y las actividades paramédicas.